# SO-01K
ドコモ スマートフォン Xperia XZ1 SO-01K（ドコモ スマートフォン エクスペリア エックスゼットワン エスオーゼロイチケイ）は、ソニーモバイルコミュニケーションズによって開発された、NTTドコモの第4世代移動通信システム（PREMIUM 4G）・第3.9世代移動通信システム（Xi）・第3世代移動通信システム（FOMA）対応端末である。ドコモ スマートフォン（第2期）のひとつ。

## 概要
Xperia XZs SO-03Jの後継機種、グローバルモデルであるXperia XZ1 Dual(G8342)のNTTドコモ版日本国内ローカライズモデルである。
2017年11月10日発売。
ソニーモバイルによるキャッチコピーは「撮る、聴く、見るに、感動を。ソニーの技術が新しい体験を生む。」

## 主な機能
| 主な対応サービス                                                      | 主な対応サービス                                      | 主な対応サービス                     | 主な対応サービス                                                  |
| --------------------------------------------------------------------- | ----------------------------------------------------- | ------------------------------------ | ----------------------------------------------------------------- |
| タッチパネル/加速度センサー                                           | PREMIUM 4G/Xi/FOMAハイスピード/VoLTE(HD+対応)         | Bluetooth                            | DCMX/おサイフケータイ/NFC/かざしてリンク/赤外線/トルカ            |
| ワンセグ/フルセグ                                                     | メロディコール                                        | テザリング                           | WiFi IEEE802.11a/b/g/n/ac                                         |
| GPS                                                                   | ドコモメール/電話帳バックアップ                       | デコメール/デコメ絵文字/デコメアニメ | iチャネル                                                         |
| エリアメール/ソフトウェアーアップデート自動更新/生体認証 (指紋／虹彩) | デジタルオーディオプレーヤー(WMA・MP3他)/ハイレゾ音源 | GSM/3Gローミング(WORLD WING)         | フルブラウザ/Flash Player                                         |
| Google Play/dメニュー/dマーケット                                     | Gmail/Google Talk/YouTube/Picasa                      | バーコードリーダ/名刺リーダ          | ドコモ地図ナビ/ドコモ ドライブネット/Google Maps/ストリートビュー |

## アップデート・不具合など
2019年2月5日よりAndroid 8.0 OreoからAndroid 9 PieへのOSバージョンアップが行われている。